# Jay Asher
Jay Asher (Arcadia, 30 settembre 1975) è uno scrittore statunitense specializzato in libri per adolescenti.

## Biografia
Nacque in una famiglia che assecondò tutti i suoi interessi, dal suonare la chitarra alla scrittura. Si iscrisse all'università subito dopo essersi diplomato alla San Luis Obispo High School durante la cui frequenza scrisse il suo primo libro per ragazzi. Dopo il diploma, decise di diventare maestro elementare e si trasferì alla California Polytechnic State University di San Luis Obispo che abbandonò all'ultimo anno per perseguire seriamente la carriera di scrittore. Quindi si sposò e fece svariati mestieri, compreso il commesso in un negozio di calzature e in libreria e l'addetto in una biblioteca. Molte delle esperienze avranno poi un impatto nella sua attività di scrittore.

## Carriera
Pubblicò il suo primo romanzo, Thirteen Reasons Why, nel 2007, entrando nella lista dei romanzi per adolescenti del New York Times.
Si è quindi dedicato alla scrittura del suo secondo romanzo, The Future of Us, che è stato pubblicato nel novembre 2011. Oltre ai romanzi ha pubblicato diversi libri illustrati e romanzi umoristici.  Thirteen Reasons Why ha vinto numerosi premi ricevendo una valutazione di cinque stelle dalla Teen Book Review. Ha inoltre ricevuto ottime critiche da autori come Ellen Hopkins, Sherman Alexie, Chris Crutcher, e Gordon Korman. Netflix nel 2017 produce una serie TV tratta dal romanzo: Tredici (serie televisiva).

### Accuse di cattiva condotta sessuale
Nell'Aprile 2017, l'organizzazione non-profit americana Society of Children's Book Writers and Illustrators (SCBWI) e l'agente personale di Asher ricevettero un'email firmata anonimamente da sette donne membri della Società stessa, nella quale Asher veniva accusato di aver adescato sistematicamente donne durante le conferenze della SCBWI e di averle poi minacciate perché non parlassero. Asher ha ammesso di aver intrattenuto molteplici rapporti con diversi membri della Società ed ha accettato, viste le accuse, di non partecipare in alcun modo alle future conferenze.
Nel Febbraio dell'anno seguente, la SCBWI ha annunciato di aver espulso e tagliato ogni legame con Asher già nel 2017 a seguito delle accuse di molestie sessuali: Asher ha contestato questa dichiarazione, affermando invece di aver lasciato l'organizzazione di propria volontà, e per questo ha mosso causa legale alla Società. Prima che muovesse causa alla SCBWI le accuse non erano state pubblicamente riportate dalla stampa.
Asher sostiene che i rapporti sessuali fossero consensuali e ha aggiunto: "La verità è che sono stato io stesso molestato da queste persone per quasi dieci anni. E semplicemente non ne potevo più". Non ha rivelato i nomi delle donne che l'hanno accusato, affermando di non avere intenzione di farlo.
Il 13 Febbraio 2018, un portavoce di Netflix ha confermato a Buzzfeed News che Jay Asher non sarebbe stato coinvolto in alcun modo nella creazione delle successive stagioni della serie Tredici.

### Vita Privata
Asher è sposato con Joan Marie dal 2002, e vive con la famiglia in California.

## Opere
- Tredici (13 reasons why, 2007), Milano, Mondadori, 2008 traduzione di Stefano Borgotallo ISBN 978-88-04-58299-1.
- Prima del futuro (The future of us, 2011) scritto con Carolyn Mackler, Firenze, Giunti, 2012 traduzione di Marco Rossari ISBN 978-88-09-77131-4.
- L'istante perfetto (What Light, 2016), Milano, Mondadori, 2018 traduzione di Maria Carla Dallavalle ISBN 978-88-04-67613-3.